# Vittaria
Vittaria är ett släkte av kantbräkenväxter. Vittaria ingår i familjen Pteridaceae.

## Bildgalleri

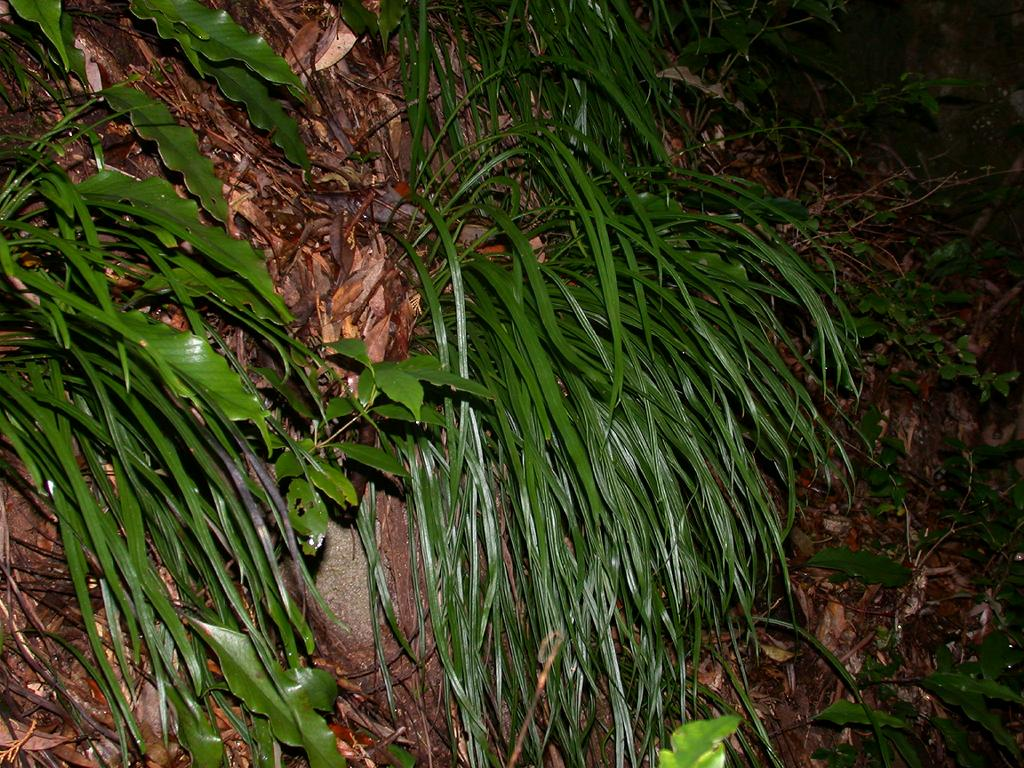

## Dottertaxa tillVittaria, i alfabetisk ordning[1]
- Vittaria alternans
- Vittaria appalachiana
- Vittaria bensei
- Vittaria bonincola
- Vittaria crispomarginata
- Vittaria dichotoma
- Vittaria exigua
- Vittaria flavicosta
- Vittaria graminifolia
- Vittaria guineensis
- Vittaria hecistophylla
- Vittaria humblotii
- Vittaria isoetifolia
- Vittaria latissima
- Vittaria ledermannii
- Vittaria lineata
- Vittaria lloydiifolia
- Vittaria longicoma
- Vittaria longipes
- Vittaria malayensis
- Vittaria microlepis
- Vittaria nervosa
- Vittaria nymanii
- Vittaria owariensis
- Vittaria pachystemma
- Vittaria parvula
- Vittaria pluridichotoma
- Vittaria reekmansii
- Vittaria rigida
- Vittaria scabricoma
- Vittaria scabrida
- Vittaria schaeferi
- Vittaria schliebenii
- Vittaria semipellucida
- Vittaria sessilifrons
- Vittaria sessilis
- Vittaria squamosipes
- Vittaria subcoriacea
- Vittaria vittarioides
- Vittaria volkensii